# Gracilinanus agilis
Gracilinanus agilis, popularmente designado como cuíca-graciosa, catita, cuíca, chichica, quaiquica e guaiquica, é um marsupial pertencente a ordem dos didelfimorfos (Didelphimorphia) e família dos didelfiídeos (Didelphidae), sendo um dos menores representantes dessa ordem. A distribuição desta espécie estende-se pela América do Sul, ocorrendo em uma ampla área do Brasil e passando pela Argentina, Uruguai, Bolívia, Peru e o Paraguai. Essa espécie ocorre em formações florestais típicas do Cerrado, tais como, matas de galeria e cerradão, como também em cerrado sensu stricto. É um possível hospedeiro do parasita parasita Gracilioxyuris agilisis.
São animais de hábito noturno, solitários e escansoriais, isto é, exploram tanto o estrato arbóreo quanto o solo. Sua dieta é composta por frutos, invertebrados e pequenos vertebrados, além disso podemos destacá-lo como um potencial prestador de serviço ecossistêmico por predar uma das principais pragas da soja, o percevejo-marrom-da-soja (Euschistus heros). Em relação à estratégia reprodutiva, o gênero Gracilinanus é descrito como semélparo parcial, sendo observada uma alta mortalidade de machos após a estação reprodutiva, porém alguns destes sobrevivem até o próximo evento reprodutivo.[carece de fontes?] A atividade reprodutiva desse marsupial é sincronizada e começa no final da estação seca, o recrutamento ocorre na estação chuvosa, período de maior disponibilidade de recursos.

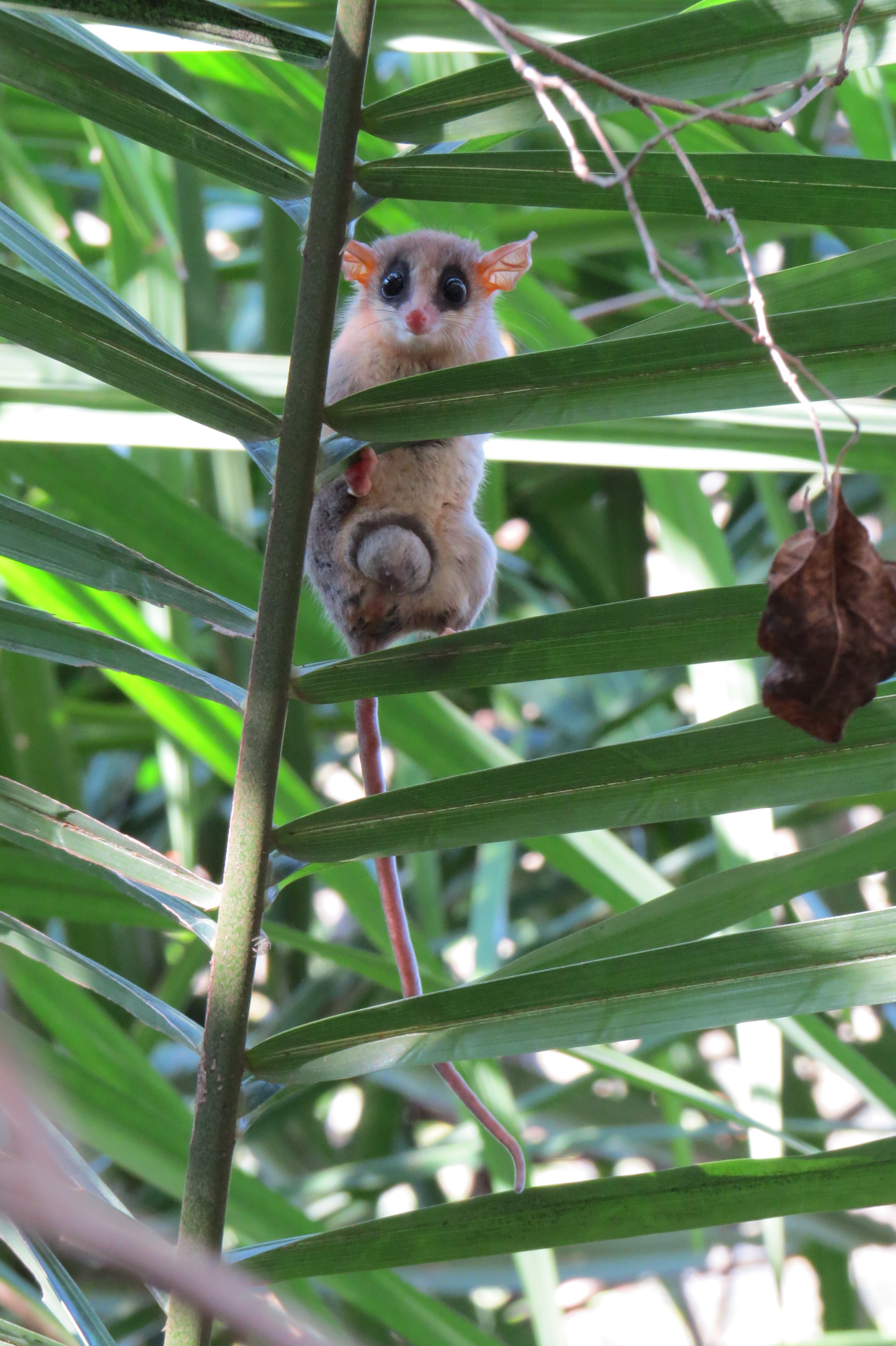
Gracilinanus agilis

## Etimologia
A designação popular cuíca advém do tupi *ku'ika, enquanto guaiquica do também tupi *wai-kuíka. Já a designação chichica tem origem desconhecida.

## Distribuição geográfica e habitat
Essa espécie possui uma ampla distribuição na América latina que abrange o Brasil, nordeste da Argentina e do Uruguai, leste da Bolívia e do Peru e o Paraguai, ocorrendo, principalmente em ambientes florestais. Encontra-se associado a formações florestais típicas do bioma Cerrado, como matas de galeria, cerradão e cerrado sensu stricto. Embora seja uma espécie de hábito escansorial (exploram tanto o estrato arbóreo quanto o chão), este marsupial apresenta uma preferência pelo estrato arbóreo, além disso são animais de hábito noturno e solitários.

## Morfologia
Apresenta porte pequeno, com comprimento da cabeça e corpo entre 81 e 115 milímetros, comprimento da cauda entre 110 e 158 milímetros e massa corporal entre 13 e 40 gramas. G. agilis apresenta dimorfismo sexual relacionado ao tamanho (fêmeas = 13-25 gramas, machos = 15-40 gramas).
Os olhos são negros e proeminentes com uma faixa de pelos escurecidos ao redor. A pelagem dorsal é marrom-acinzentada e a ventral é constituída de pelos de base cinza e ápice creme. As patas são pequenas e esbranquiçadas. Sua cauda é preênsil, o que auxilia na locomoção nas árvores por funcionar com um quinto membro, além disso, as patas posteriores apresentam polegar opositor, para agarrar nos galhos das árvores, o que proporciona bastante agilidade para escalar árvores.
Assim como os demais marsupiais que ocorrem no Brasil, essa espécie não possui marsúpio verdadeiro, nem dobras abdominais como é o caso de espécies do gênero Didelphis, já as espécies menores como o G. agilis não apresentam nenhum tipo de proteção para os mamilos.

## Reprodução
Por se tratar de uma espécie semélpara, parte dos machos morrem após a estação reprodutiva, reproduzindo-se uma única vez ao longo de sua vida. Sua reprodução ocorre na estação de maior pluviosidade (tendo início no final da estação seca e estendendo-se até o final da estação chuvosa), quando há maior disponibilidade de recursos. O período de gestação dura cerca de 15 dias e gera em média sete a oito filhotes. Após o nascimento, os filhotes aderem-se nos mamilos da mãe e permanecem até terminarem seu desenvolvimento. Devido ao fato de não possuir marsúpio nem proteção para os mamilos, as fêmeas permanecem no ninho com seu filhotes recém-nascidos para evitar predação, isto até eles se tornarem menos frágeis, enquanto isso elas diminuem seu metabolismo e vivem de reservas energética.

## Dieta
A espécie foi descrita como insetívora-onívoro por Fonseca et al. (1996). Camargo (2011) verificou a composição e a variação intrapopulacional da espécie em áreas de cerradão do Brasil central. Nas fezes desses indivíduos foram encontrados: insetos, aranhas, pássaros e frutos. Dos itens encontrados os mais frequentes foram: insetos (com destaque para as ordens Hymenoptera, Isoptera, Hemiptera e Coleoptera) e frutos. Os resultados mostraram que na época da seca, os machos e fêmeas tendem a se alimentar mais de cupins e percevejos. Já na época chuvosa, os machos têm uma preferência maior por formigas, enquanto fêmeas preferem besouros e formigas.
Já as análises realizadas por meio da contagem direta de sementes encontradas nas fezes de G. agilis indicaram que este mamífero se alimenta de plantas pioneiras da família Melastomataceae, Solanaceae e Viscaceae, além disso, as sementes permaneceram viáveis após a passagem no trato digestório, dando indícios que esta espécie de marsupial pode atuar como potencial dispersor de sementes.[carece de fontes?]

## Serviços ecossistêmicos
Além da espécie apresentar um papel importante como potencial dispersor de sementes, foi verificado por Camargo et al. (2017) que o G. agilis pode atuar como agente de controle do percevejo-marrom-da-soja (Euschistus hero). O Euschistus heros é um percevejo fitófago da família Pentatomidae, que apresenta um aparelho bucal do tipo sugador adaptado para se alimentar da seiva das plantas, Resultados amostrados por Camargo et al. (2017) em áreas de Cerradão de Brasília na estação seca, obtiveram fragmentos de E. heros em todas as amostras fecais de G. agilis analisadas, o que dá indícios que G. agilis possa atuar como potencial agente no controle de E. heros, pois a população local desse percevejo pode sofre redução.

## Conservação
Embora a espécie seja vista como quase ameaçada no estado de São Paulo e com dados insuficientes nos estados do Paraná e Rio Grande do Sul, a União Internacional para a Conservação da Natureza (IUCN) classificou a espécie como pouco preocupante na Lista Vermelha da União Internacional para a Conservação da Natureza e dos Recursos Naturais. Essa classificação deve-se principalmente devido a sua ampla distribuição geográfica, entretanto, como essa espécie é muito frágil em relação a mudanças no seu habitat, futuramente, pode vir a ser incluída na lista de espécies ameaçadas, principalmente, devido a ações antrópicas que seu ambiente pode vir a sofrer.[carece de fontes?]